# Dosches
Dosches és un municipi francès situat al departament de l'Aube i a la regió del Gran Est. L'any 2007 tenia 283 habitants.

## Demografia

### Població
El 2007 la població de fet de Dosches era de 283 persones. Hi havia 106 famílies de les quals 20 eren unipersonals (8 homes vivint sols i 12 dones vivint soles), 31 parelles sense fills, 47 parelles amb fills i 8 famílies monoparentals amb fills.
La població ha evolucionat segons el següent gràfic:
Habitants censats

### Habitatges
El 2007 hi havia 119 habitatges, 107 eren l'habitatge principal de la família, 4 eren segones residències i 9 estaven desocupats. Tots els 119 habitatges eren cases. Dels 107 habitatges principals, 97 estaven ocupats pels seus propietaris, 9 estaven llogats i ocupats pels llogaters i 1 estava cedit a títol gratuït; 1 tenia una cambra, 2 en tenien dues, 13 en tenien tres, 31 en tenien quatre i 60 en tenien cinc o més. 53 habitatges disposaven pel capbaix d'una plaça de pàrquing. A 41 habitatges hi havia un automòbil i a 61 n'hi havia dos o més.

### Piràmide de població
La piràmide de població per edats i sexe el 2009 era:
| Homes | Edats   | Dones |
| ----- | ------- | ----- |
| 0     | 95 o +  | 0     |
| 0     | 90 a 94 | 0     |
| 0     | 85 a 89 | 0     |
| 0     | 80 a 84 | 0     |
| 4     | 75 a 79 | 0     |
| 16    | 70 a 74 | 8     |
| 4     | 65 a 69 | 4     |
| 4     | 60 a 64 | 4     |
| 4     | 55 a 59 | 8     |
| 12    | 50 a 54 | 8     |
| 12    | 45 a 49 | 4     |
| 8     | 40 a 44 | 12    |
| 8     | 35 a 39 | 0     |
| 8     | 30 a 34 | 16    |
| 12    | 25 a 29 | 8     |
| 4     | 20 a 24 | 4     |
| 8     | 15 a 19 | 8     |
| 8     | 10 a 14 | 0     |
| 12    | 5 a 9   | 8     |
| 4     | 0 a 4   | 8     |

## Economia
El 2007 la població en edat de treballar era de 190 persones, 136 eren actives i 54 eren inactives. De les 136 persones actives 132 estaven ocupades (68 homes i 64 dones) i 4 estaven aturades (2 homes i 2 dones). De les 54 persones inactives 20 estaven jubilades, 19 estaven estudiant i 15 estaven classificades com a «altres inactius».

### Ingressos
El 2009 a Dosches hi havia 113 unitats fiscals que integraven 300,5 persones, la mediana anual d'ingressos fiscals per persona era de 19.500 €.

### Activitats econòmiques
Dels 12 establiments que hi havia el 2007, 1 era d'una empresa de fabricació de material elèctric, 1 d'una empresa de fabricació d'altres productes industrials, 2 d'empreses de construcció, 1 d'una empresa de comerç i reparació d'automòbils, 2 d'empreses de transport, 3 d'empreses d'hostatgeria i restauració, 1 d'una empresa de serveis i 1 d'una empresa classificada com a «altres activitats de serveis».
Dels 3 establiments de servei als particulars que hi havia el 2009, 1 era una fusteria, 1 electricista i 1 saló de bellesa.
L'únic establiment comercial que hi havia el 2009 era una carnisseria.
L'any 2000 a Dosches hi havia 6 explotacions agrícoles que ocupaven un total de 372 hectàrees.

## Equipaments sanitaris i escolars
El 2009 hi havia una escola elemental integrada dins d'un grup escolar amb les comunes properes formant una escola dispersa.

## Poblacions més properes
El següent diagrama mostra les poblacions més properes.